# 卢西略
卢西略，是西班牙卡斯蒂利亚-莱昂莱昂省的一个市镇。 总面积165平方公里，據2001年普查人口總數為494人，人口密度為每平方公里3人。